# Маний Эмилий Нумида
Маний Эмилий Нумида (лат. Manius Aemilius Numida; умер в 211 году до н. э.) — римский политический деятель из патрицианского рода Эмилиев, децемвир священнодействий самое позднее с 236 года до н. э. Сын Мания Эмилия, племянник Марка Эмилия Лепида, консула 232 года до н. э. В 236 году до н. э. совместно с ещё одним децемвиром, Марком Ливием Салинатором, провёл Третьи секулярные игры.
Сыновьями Нумиды, по разным версиям, были Маний Эмилий Лепид, претор 213 года до н. э., и Марк Ливий Друз Эмилиан, усыновлённый Марком Ливием Салинатором.